# Плексип
Плексип је у грчкој митологији било име више личности.

## Етимологија
Име Плексип има значење „уплетена коњска грива“.

## Митологија
1. Према Аполодору, био је син Финеја и Клеопатре,[2] Пандионов брат. Финејева друга супруга, Идеја, толико је мрзела своје пасторке, да им је чунком за ткање избила очи или их је ослепео њихов отац, а због њених клевета. Били су бачени у тамницу, заједно са својом мајком и свакодневно бичевани. Њихове вапаје су чули Аргонаути који су туда пролазили и ослободили их.[3]
2. Такође према Аполодору, био је Тестијев син. Учествовао је у лову на Калидонског вепра и убио га је Мелеагар.[4] Наиме, када су ловци убили животињу, настао је спор око њене коже. Заправо, Плексип је био за то да она припадне Мелеагру, али се није слагао са његовом одлуком да је да Аталанти. Према његовом мишљењу, више од ње ју је заслуживао он сам, као најуваженији од свих присутних, јер је био Енејин зет.[1] Овог Плексипа су помињали Овидије у „Метаморфозама“[5] и Хигин[6].
3. Према Хигину, чак два Египтида су имала име Плексип; један ожењен Данаидом Амфикомоном, а други Пирантидом.[7]

## Биологија
Латинско име ових личности (Plexippus) је назив за род у оквиру групе паука.